# 谷山インターチェンジ
谷山インターチェンジ（たにやまインターチェンジ）は、鹿児島県鹿児島市上福元町にある指宿スカイライン、南薩縦貫道のインターチェンジである。
国道225号と同市和田方面の産業道路、南さつま市金峰行きの県道、さらに指宿方面の指宿スカイラインと分岐する。
南薩縦貫道については、谷山ICから南九州川辺ダムICまでの区間については県道20号（谷山IC - 錫山）及び、県道19号（錫山 - 南九州川辺ダムIC）を現道活用区間としている。

## 歴史
- 1977年（昭和52年）4月1日：頴娃IC - 谷山IC間開通に伴い、供用開始[1]。
- 1988年（昭和63年）3月29日：谷山IC - 鹿児島IC間開通[2]。
- 1992年（平成4年）11月20日：谷山IC - 慈眼寺大橋間（2.5 km）が暫定2車線で開通[3]。
- 2003年（平成15年）11月19日：谷山IC - 慈眼寺大橋間が4車線に拡幅される[3]。

## 接続する道路

### 直接接続
- 鹿児島県道20号鹿児島加世田線（南薩縦貫道現道活用区間）
- 鹿児島県道219号玉取迫鹿児島港線

### 間接接続
- 国道225号

## 料金所
無料区間のためなし。

## 隣
指宿スカイライン
中山IC - 谷山IC - (TB)谷山TB - 錫山IC